# Мамаду Голого
Мамаду́ Голого́ (Mamadou Gologo, повне ім'я Мамаду Ель Бешір Голого Mamadou El Béchir Gologo; *1924, Кулікоро, Французький Судан, нині Малі — 21 березня 2009, Бамако) — малійський письменник, журналіст і політик.

## З життєпису
Після початкової освіти в Кулікоро (1931—1936), потім навчання у регіональній школі Бамако (1936—1938) Мамаду Голого продовжив навчання в тамтешньому (Бамако) престижному ліцеї Lycée Terrasson de Fougères, а згодом у нормальній школі В. Понті на острові Горе (Сенегал) і нарешті в Медичній школі Дакара, де отримав диплом африканського лікаря в липні 1948 року.
Після вступу до лав французької колоніальної армії у вересні 1949 року він здійснював медичну практику в Катібугу, Дуенца, Сікассо і Рарусі. Його тричі відстороняли від роботи, допоки в 1950 році не звільнили остаточно за його політичні переконання. 
Від 1953 року працював у службі охорони здоров'я Офісу Нігеру.
Мамаду Голого був активістом партії Суданський союз-Африканське демократичне об’єднання (Union soudanaise-Rassemblement démocratique africain, скорочено US-RDA), зокрема входив до національного політичного бюро та був її прессекретарем (1959). Він був редактором L'Essor, тодішнього органу US-RDA та головою Національної спілки журналістів Малі.
У Французькому Судані обіймав послідовно посади керівника апарату Міністерства охорони здоров'я (1957—1958), заступника директора інформаційної служби (1958—1959), уповноваженого з інформації (1959—1960). Перший президент незалежної Малі Модібо Кейта призначив М. Голого міністром інформації, і він був на цьому посту аж до державного перевороту Муси Траоре 19 листопада 1968 року. Він був депортований і ув'язнений без суду, а потім звільнений в 1971 році.
Став членом-засновником Демократичного руху (Mouvement démocratique), також генеральним секретарем US-RDA (1991—1996), першим віцепрезидентом (1996—1997), а згодом почесним президентом (від 1997 року).
Як письменник Мамаду Голого опублікував збірку віршів «Моє серце — вулкан» (Mon cœur est un volcan) у 1961 році, потім роман Le rescapé de l’Ethylos (1963), поетичну збірку «Африканське торнадо» (Tornade d’Afrique, 1966) і нарешті ще одну збірку поезій «Моє серце лишається вулканом» (Mon cœur reste un volcan) у 1998 році.
Володар золотої медалі незалежності, президент Амаду Тумані Туре присвоїв йому посмертно малійський Національний орден.